# Ulkopauha (ö i Norra Österbotten)
Ulkopauha är en ö i Finland. Den ligger i Bottenviken och i kommunen Brahestad i den ekonomiska regionen  Brahestads ekonomiska region i landskapet Norra Österbotten, i den norra delen av landet. Ön ligger omkring 63 kilometer sydväst om Uleåborg och omkring 500 kilometer norr om Helsingfors.
Öns area är 10,9 hektar och dess största längd är 0,9 kilometer i öst-västlig riktning.